# 1954年ドイツグランプリ
1954年ドイツグランプリ (1954 German Grand Prix) は、1954年のF1世界選手権第6戦として、1954年8月1日にニュルブルクリンクで開催された。
1926年の初開催以来17回目のドイツグランプリで、ニュルブルクリンクでのグランプリ開催は16回目である。当レースには「ヨーロッパグランプリ」の冠がかけられた。
メルセデスのファン・マヌエル・ファンジオが優勝、フェラーリのホセ・フロイラン・ゴンザレスとマイク・ホーソーンが車両を共有して2位、同じくフェラーリのモーリス・トランティニアンが3位となった。

## レース概要

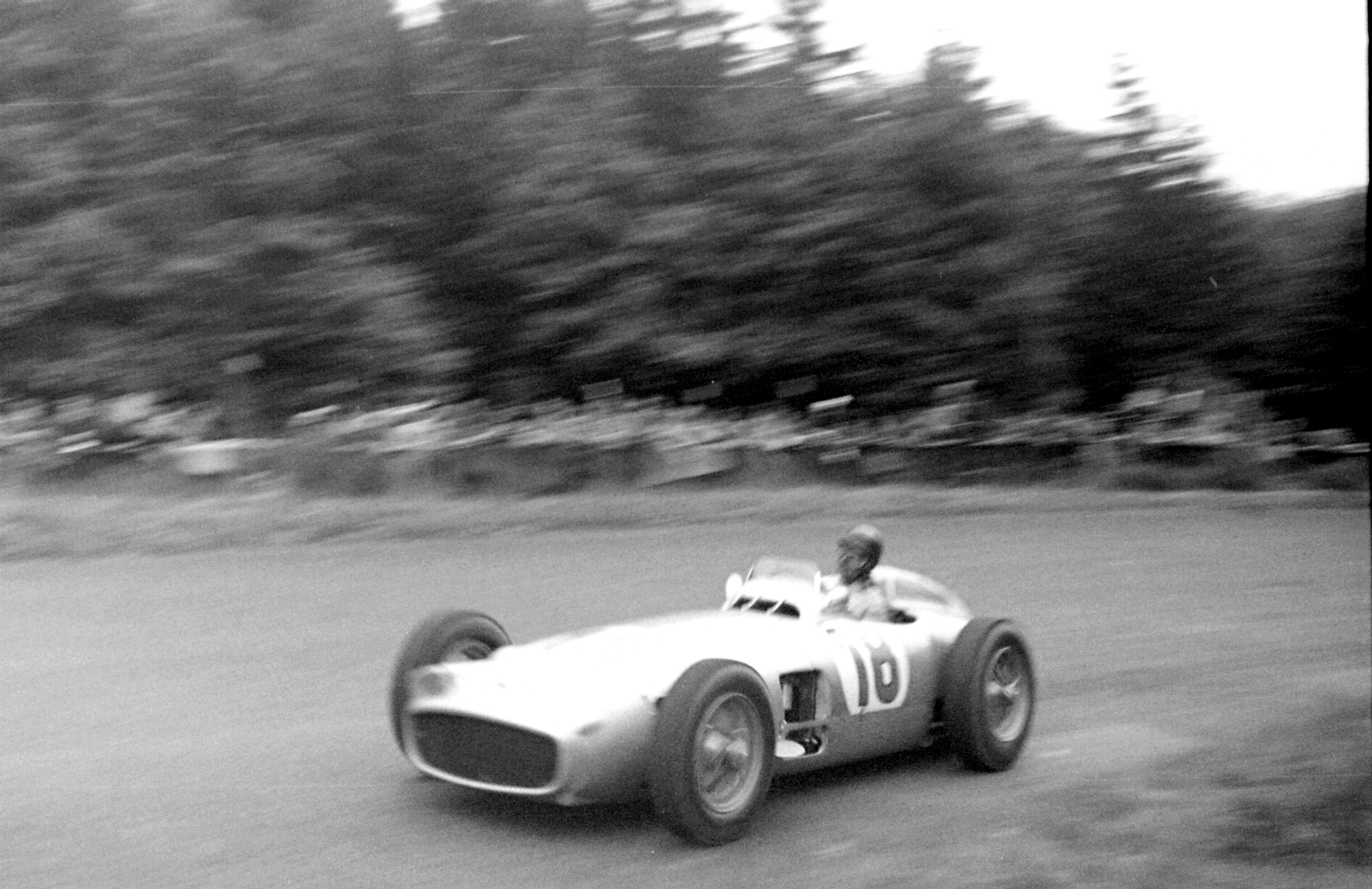
メルセデス・ベンツ・W196を駆るファン・マヌエル・ファンジオが1954年のドイツGPを制した。

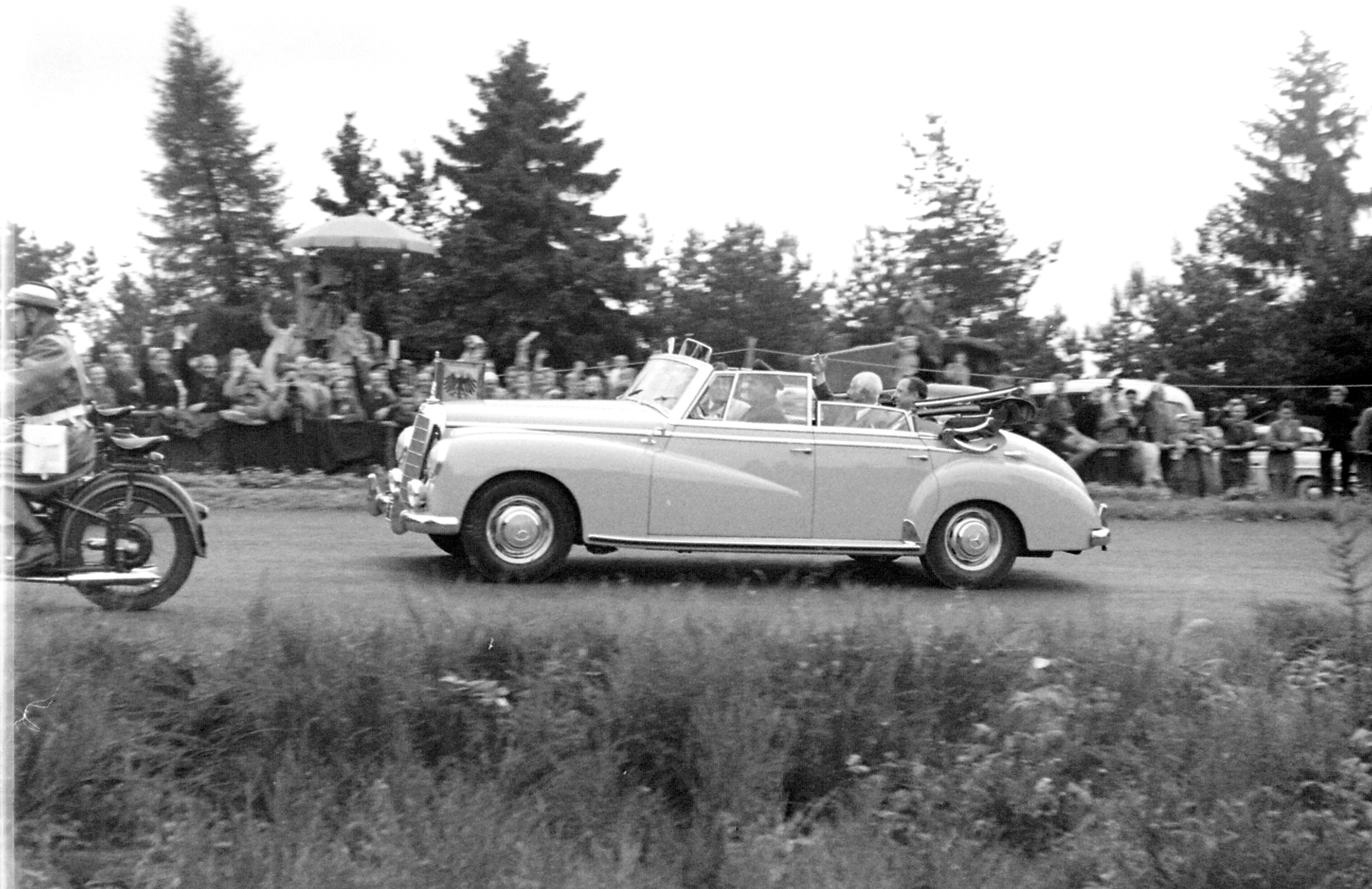
テオドール・ホイス西ドイツ連邦大統領が観戦に訪れた。

周回数が前年の18周から22周に増やされ、レース距離は500kmを超えることになった。
前戦イギリスGPで思わぬ敗退を喫したメルセデスは、オープンホイール仕様のW196を持ち込み、ファン・マヌエル・ファンジオとカール・クリングに加え、戦前のエースドライバーであったヘルマン・ラング（当レースのみのスポット参戦）の3人にこの新車を与え、ハンス・ヘルマンには従来のストリームライン仕様のW196が与えられた。
予選でマセラティのオノフレ・マリモンがクラッシュして死亡する惨事が起きてしまい、チームメイトのルイジ・ヴィッロレージ及びオーウェン・レーシング・オーガニゼーションからエントリーされたケン・ウォートンは参加を取りやめた。マリモンの事故死はアルゼンチン人ドライバー（ファンジオ、ホセ・フロイラン・ゴンザレス、ロベルト・ミエレス）に深い影響を与えた。なお、この事故はF1世界選手権が始まった1950年以来、最初の死亡事故である。
スタートではゴンザレスが飛び出したが、すぐにファンジオが抜き返す。緑色のマセラティ・250Fを走らせるスターリング・モスが3位に続いたがマシントラブルで脱落する。ゴンザレスも順位を落としていき、ラングが2位、クリングが3位にそれぞれ浮上し、メルセデス勢が上位を占める。ラングは久しぶりのグランプリで張り切りすぎたのか、コースオフを喫してリタイアした。ゴンザレスはマリモンの事故死で戦意を喪失してしまい、既にリタイアしたホーソーンに交代させられた。クリングは首位ファンジオを猛追し、15周目にはアルフレート・ノイバウアー監督の指示を無視してトップに立つ。ノイバウアー監督はチームオーダーを無視したクリングに対しピットストップを命じたことで4位に後退した。3時間45分45.8秒の長丁場を制したファンジオはこの1戦を「最初から最後までずっとマリモンと一緒に走っている気分だった」と後に述懐している。

## エントリーリスト
| No.     | ドライバー                   | エントラント                               | コンストラクター | シャシー   | エンジン                   | タイヤ |
| ------- | ---------------------------- | ------------------------------------------ | ---------------- | ---------- | -------------------------- | ------ |
| 1       | ホセ・フロイラン・ゴンザレス | スクーデリア・フェラーリ                   | フェラーリ       | 625        | フェラーリ Tipo625 2.5L L4 | P      |
| 2       | モーリス・トランティニアン   | スクーデリア・フェラーリ                   | フェラーリ       | 625        | フェラーリ Tipo625 2.5L L4 | P      |
| 3       | マイク・ホーソーン           | スクーデリア・フェラーリ                   | フェラーリ       | 625        | フェラーリ Tipo625 2.5L L4 | P      |
| 4       | ピエロ・タルッフィ           | スクーデリア・フェラーリ                   | フェラーリ       | 625        | フェラーリ Tipo625 2.5L L4 | P      |
| 5       | ルイジ・ヴィッロレージ       | オフィシーネ・アルフィエリ・マセラティ     | マセラティ       | 250F       | マセラティ 250F1 2.5L L6   | P      |
| 6       | オノフレ・マリモン           | オフィシーネ・アルフィエリ・マセラティ     | マセラティ       | 250F       | マセラティ 250F1 2.5L L6   | P      |
| 7       | セルジオ・マントヴァーニ     | オフィシーネ・アルフィエリ・マセラティ     | マセラティ       | 250F       | マセラティ 250F1 2.5L L6   | P      |
| 8       | ロベルト・ミエレス           | ロベルト・ミエレス                         | マセラティ       | 250F       | マセラティ 250F1 2.5L L6   | P      |
| 9       | ジャン・ベーラ               | エキップ・ゴルディーニ                     | ゴルディーニ     | T16        | ゴルディーニ 23 2.5L L6    | E      |
| 10      | ポール・フレール             | エキップ・ゴルディーニ                     | ゴルディーニ     | T16        | ゴルディーニ 23 2.5L L6    | E      |
| 11      | クレマール・ブッチ           | エキップ・ゴルディーニ                     | ゴルディーニ     | T16        | ゴルディーニ 23 2.5L L6    | E      |
| 12      | アンドレ・ピレット           | エキップ・ゴルディーニ                     | ゴルディーニ     | T16        | ゴルディーニ 23 2.5L L6    | E      |
| 14      | プリンス・ビラ               | プリンス・ビラ                             | マセラティ       | 250F       | マセラティ 250F1 2.5L L6   | P      |
| 15      | ハリー・シェル               | ハリー・シェル                             | マセラティ       | A6GCM      | マセラティ A6 2.0L L6      | P      |
| 16      | スターリング・モス           | スターリング・モス                         | マセラティ       | 250F       | マセラティ 250F1 2.5L L6   | P      |
| 17      | ケン・ウォートン             | オーウェン・レーシング・オーガニゼーション | マセラティ       | 250F       | マセラティ 250F1 2.5L L6   | D      |
| 18      | ファン・マヌエル・ファンジオ | ダイムラー・ベンツ                         | メルセデス       | W196 1     | メルセデス M196 2.5L L8    | C      |
| 19      | カール・クリング             | ダイムラー・ベンツ                         | メルセデス       | W196 1     | メルセデス M196 2.5L L8    | C      |
| 20      | ハンス・ヘルマン             | ダイムラー・ベンツ                         | メルセデス       | W196 2     | メルセデス M196 2.5L L8    | C      |
| 21      | ヘルマン・ラング             | ダイムラー・ベンツ                         | メルセデス       | W196 1     | メルセデス M196 2.5L L8    | C      |
| 22      | テオ・ヘルフリッヒ           | H.クレンク                                 | クレンク         | メテオール | BMW 328 2.0L L6            | P      |
| 24      | ロベール・マンヅォン         | エキュリー・ロジェ                         | フェラーリ       | 625        | フェラーリ Tipo625 2.5L L4 | P      |
| 25      | ルイ・ロジェ                 | エキュリー・ロジェ                         | フェラーリ       | 500/625    | フェラーリ Tipo625 2.5L L4 | D      |
| ソース: |                              |                                            |                  |            |                            |        |

追記
- ^1 - オープンホイール仕様
- ^2 - ストリームライン仕様

## 結果

### 予選
| 順位    | No. | ドライバー                   | コンストラクター | タイム     | 差       |
| ------- | --- | ---------------------------- | ---------------- | ---------- | -------- |
| 1       | 18  | ファン・マヌエル・ファンジオ | メルセデス       | 9:50.1     | —        |
| 2       | 3   | マイク・ホーソーン           | フェラーリ       | 9:53.3     | + 3.2    |
| 3       | 16  | スターリング・モス           | マセラティ       | 10:00.7    | + 10.6   |
| 4       | 20  | ハンス・ヘルマン             | メルセデス       | 10:01.5    | + 11.4   |
| 5       | 1   | ホセ・フロイラン・ゴンザレス | フェラーリ       | 10:01.8    | + 11.7   |
| 6       | 10  | ポール・フレール             | ゴルディーニ     | 10:05.9    | + 15.8   |
| 7       | 2   | モーリス・トランティニアン   | フェラーリ       | 10:07.5    | + 17.4   |
| 8       | 6   | オノフレ・マリモン 1         | マセラティ       | 10:11.3    | + 21.2   |
| 9       | 9   | ジャン・ベーラ               | ゴルディーニ     | 10:11.9    | + 21.8   |
| 10      | 5   | ルイジ・ヴィッロレージ       | マセラティ       | タイム不明 | —        |
| 11      | 21  | ヘルマン・ラング             | メルセデス       | 10:13.1    | + 23.0   |
| 12      | 24  | ロベール・マンヅォン         | フェラーリ       | 10:16.1    | + 26.0   |
| 13      | 4   | ピエロ・タルッフィ           | フェラーリ       | 10:23.0    | + 32.9   |
| 14      | 15  | ハリー・シェル               | マセラティ       | 10:28.7    | + 38.6   |
| 15      | 7   | セルジオ・マントヴァーニ     | マセラティ       | 10:39.1    | + 49.0   |
| 16      | 11  | クレマール・ブッチ           | ゴルディーニ     | 10:43.7    | + 53.6   |
| 17      | 8   | ロベルト・ミエレス           | マセラティ       | 10:47.0    | + 56.9   |
| 18      | 25  | ルイ・ロジェ                 | フェラーリ       | 11:04.3    | + 1:14.2 |
| 19      | 14  | プリンス・ビラ               | マセラティ       | 11:10.3    | + 1:20.2 |
| 20      | 12  | アンドレ・ピレット           | ゴルディーニ     | 11:13.4    | + 1:23.2 |
| 21      | 22  | テオ・ヘルフリッヒ           | クレンク-BMW     | 11:18.3    | + 1:28.2 |
| 22      | 17  | ケン・ウォートン             | マセラティ       | No time    | —        |
| 23      | 19  | カール・クリング             | メルセデス       | No time    | —        |
| ソース: |     |                              |                  |            |          |

追記
- ^1 - マリモンはアクシデントで死亡

### 決勝
| 順位    | No. | ドライバー                                      | コンストラクター | 周回数 | タイム/リタイア原因 | グリッド | ポイント |
| ------- | --- | ----------------------------------------------- | ---------------- | ------ | ------------------- | -------- | -------- |
| 1       | 18  | ファン・マヌエル・ファンジオ                    | メルセデス       | 22     | 3:45:45.8           | 1        | 8        |
| 2       | 1   | ホセ・フロイラン・ゴンザレス マイク・ホーソーン | フェラーリ       | 22     | +1:36.5             | 5        | 3        |
| 3       | 2   | モーリス・トランティニアン                      | フェラーリ       | 22     | +5:08.6             | 7        | 4        |
| 4       | 19  | カール・クリング                                | メルセデス       | 22     | +6:06.5             | 23       | 4        |
| 5       | 7   | セルジオ・マントヴァーニ                        | マセラティ       | 22     | +8:50.5             | 15       | 2        |
| 6       | 4   | ピエロ・タルッフィ                              | フェラーリ       | 21     | +1 lap              | 13       |          |
| 7       | 15  | ハリー・シェル                                  | マセラティ       | 21     | +1 lap              | 14       |          |
| 8       | 25  | ルイ・ロジェ                                    | フェラーリ       | 21     | +1 lap              | 11       |          |
| 9       | 24  | ロベール・マンヅォン                            | フェラーリ       | 20     | +2 laps             | 12       |          |
| 10      | 9   | ジャン・ベーラ                                  | ゴルディーニ     | 20     | +2 laps             | 9        |          |
| Ret     | 14  | プリンス・ビラ                                  | マセラティ       | 18     | ステアリング        | 19       |          |
| Ret     | 21  | ヘルマン・ラング                                | メルセデス       | 10     | スピンオフ          | 13       |          |
| Ret     | 11  | クレマール・ブッチ                              | ゴルディーニ     | 8      | ホイール            | 16       |          |
| Ret     | 22  | テオ・ヘルフリッヒ                              | クレンク-BMW     | 8      | エンジン            | 21       |          |
| Ret     | 20  | ハンス・ヘルマン                                | メルセデス       | 7      | 燃料漏れ            | 4        |          |
| Ret     | 10  | ポール・フレール                                | ゴルディーニ     | 4      | ホイール            | 6        |          |
| Ret     | 3   | マイク・ホーソーン                              | フェラーリ       | 3      | トランスミッション  | 2        |          |
| Ret     | 8   | ロベルト・ミエレス                              | マセラティ       | 2      | 燃料漏れ            | 17       |          |
| Ret     | 16  | スターリング・モス                              | マセラティ       | 1      | ホイールベアリング  | 3        |          |
| Ret     | 12  | アンドレ・ピレット                              | ゴルディーニ     | 0      | サスペンション      | 20       |          |
| DNS     | 6   | オノフレ・マリモン                              | マセラティ       | -      | 予選で事故死        | 8        |          |
| DNS     | 5   | ルイジ・ヴィッロレージ                          | マセラティ       | -      | 撤退                | 10       |          |
| DNS     | 17  | ケン・ウォートン                                | マセラティ       | -      | 撤退                | 22       |          |
| ソース: |     |                                                 |                  |        |                     |          |          |

## 注記
- 車両共有 – 1号車: ゴンザレス(16周)、ホーソーン(6周)

## 第6戦終了時点でのランキング
ドライバーズ・チャンピオンシップ
|   | 順位 | ドライバー                   | ポイント |
| - | ---- | ---------------------------- | -------- |
|   | 1    | ファン・マヌエル・ファンジオ | 36 1⁄7   |
|   | 2    | ホセ・フロイラン・ゴンザレス | 17 9⁄14  |
|   | 3    | モーリス・トランティニアン   | 15       |
| 1 | 4    | マイク・ホーソーン           | 10 9⁄14  |
| 3 | 5    | カール・クリング             | 10       |

- 注: トップ5のみ表示。ベスト5戦のみがカウントされる。